# Aranycsuklyás tangara
Az aranycsuklyás tangara (Tangara larvata)  a madarak osztályának verébalakúak (Passeriformes) rendjébe és a tangarafélék (Thraupidae) családjába tartozó  faj.

## Rendszerezése
A fajt Bernard du Bus de Gisignies belga ornitológus írta le 1846-ban, a Calliste nembe Calliste larvata néven.

## Alfajai
- Tangara larvata centralis (von Berlepsch, 1912)
- Tangara larvata fanny (Lafresnaye, 1847)
- Tangara larvata franciscae (P. L. Sclater, 1856)
- Tangara larvata larvata (Du Bus de Gisignies, 1846)[2]

## Előfordulása
Mexikó, Costa Rica, Guatemala, Honduras, Nicaragua, Panama, Belize, Ecuador és Kolumbia területén honos. Természetes élőhelye szubtrópusi és trópusi cserjések, síkvidéki és hegyi esőerdők, valamint ültetvények és másodlagos erdők. Állandó, nem vonuló faj.

## Megjelenése
Átlagos testhossza 12 centiméter, testtömege 17-24 gramm.
|  |

## Életmódja
Főleg gyümölcsökkel táplálkozik, de ízeltlábúakat is fogyaszt.

## Természetvédelmi helyzete
Az elterjedési területe nagyon nagy, egyedszáma pedig stabil. A Természetvédelmi Világszövetség Vörös listáján nem fenyegetett fajként szerepel.